# Xtaxkgakget Makgkaxtlawana
Le Xtaxkgakget Makgkaxtlawana est un centre d’arts autochtones qui consiste à sauvegarder le patrimoine culturel immatériel du peuple totonaque de l’État de Veracruz,.

## Histoire
Le Centre, fondé en 2006, crée plusieurs maisons-écoles dans l’État de Veracruz, chacune est dédiée à  une caractéristique de la communauté : céramique, textile, peinture, cuisine, médecine, théâtre et danse et ont aussi un but de transmission des valeurs essentielles du peuple Totonaques,.

## But
Le Centre est conçu selon le désir du peuple Totonaque de créer une institution créative et éducative pour enseigner la culture totonaque et la valeur de cette dernière. Le projet du Centre consiste à faire revivre la culture autochtone par la langue totonac et diffuser à nouveau les traditions,.